# Lissonota polonica
Lissonota polonica là một loài tò vò trong họ Ichneumonidae.